# Bea Tollenaere
Bea Tollenaere is een personage uit de Vlaamse soapserie Wittekerke dat werd gespeeld door Monika Dumon. Ze was te zien in het derde en vierde seizoen.

## Personage
Bea Tollenaere is pediater en werkt in de polikliniek waar ook Nellie De Donder werkt. Bea heeft al die tijd in Wittekerke gewoond maar kwam nooit in beeld. Op een keer is Nellie over haar toeren en gaat ze naar het kantoor van Bea. De twee waren vroeger vriendinnen maar omdat Bea een keer met Frank Opdebeeck geflirt had was de vriendschap voorbij. Bea is getrouwd met Bert en heeft een zoontje Sven, maar haar huwelijk stelt niet meer veel voor. Ze heeft een affaire gehad met Wim Spanoghe en nadat Bert dit te weten kwam is hij samen met Sven vertrokken. De twee zijn nooit in beeld geweest. Bea probeert zich aan Wim vast te klampen maar hij heeft geen interesse meer in haar. 
Bea wordt vermoord door Dimitri Vanieper en begraven in de duinen. Dimitri wordt pas maanden later gevat. 